# Emmelia di Cesarea
Emmelia di Cesarea o Emilia (Ἐμμέλεια; ... – Cesarea, 30 maggio 375) è stata una santa romana venerata dalle principali Chiese cristiane che ne ammettono il culto, nonché membro di una famiglia di importanti personalità del cristianesimo.

## Biografia
Nacque tra la fine del III e l'inizio del IV secolo, in un'epoca in cui il cristianesimo si stava diffondendo e imponendo come sfida all'autorità romana e il suo paganesimo istituzionale. Difatti si tramanda fosse figlia di un martire.
Fu la moglie di Basilio il Vecchio, con il quale ebbe nove o dieci figli, tra i quali si annoverano Basilio di Cesarea, Macrina la Giovane, Pietro di Sebaste, Gregorio di Nissa, Teosebia e Naucrazio, che in seguito sarebbero stati venerati anch'essi come santi.
Dopo la morte precoce di Basilio, Emmelia trascorse gran parte degli ultimi anni della sua vita con i figli e con la suocera Macrina l'anziana, la quale ebbe un profondo impatto sulla famiglia. Con sua figlia Macrina, avrebbe dedicato la loro vita al cristianesimo, circondate da servi trattati come pari. Il loro ascetismo attrasse un seguito di donne con cui si creò un ambiente monacale nella proprietà di famiglia che, con il supporto del figlio vescovo Pietro e della stessa Macrina, divenne una comunità di monache, perlopiù schiave liberate.
Quando morì il figlio Naucrazio all'età di 27 anni, Emmelia visse un momento di sconforto, che fu superato grazie alla figlia Macrina che le ricordò che i cristiani credono nella vita dopo la morte.
Si tramanda che sia morta il 30 maggio 375 a Cesarea di Cappadocia, nell'attuale Turchia.

## Culto
Emmelia è commemorata come santa il 30 maggio dalla Chiesa cattolica e dalla Chiesa greco-ortodossa, il 1° gennaio dalla Chiesa ortodossa russa. È ricordata come la «madre di santi».